# BEAUTIFUL GIRLS (小泉今日子の曲)
「BEAUTIFUL GIRLS」（ビューティフル・ガールズ）は、小泉今日子が1995年11月1日にビクターエンタテインメントからリリースした37枚目のシングル。

## 解説
自身と中井貴一が主演したフジテレビ系月9ドラマ『まだ恋は始まらない』主題歌。カップリング曲「ガラスの瓶」は同ドラマの挿入歌。

## 収録曲
全曲作詞:小泉今日子／作曲:筒美京平／編曲:宮崎泉・福原まり／ストリングス・ブラス編曲：服部隆之
1. BEAUTIFUL GIRLS
2. BEAUTIFUL GIRLS（Slow Version）
3. ガラスの瓶
4. BEAUTIFUL GIRLS（オリジナル・カラオケ）